# Luis Gonzalez (baseball)
Pour les articles homonymes, voir Luis González (homonymie) et González.
Luis Emilio Gonzalez (né le 3 septembre 1967 à Tampa, Floride, États-Unis) est un voltigeur de baseball qui évolue en Ligues majeures de 1990 à 2008.
Gonzalez a passé huit saisons avec les Diamondbacks de l'Arizona avec qui il a remporté la Série mondiale en 2001, frappant le coup sûr victorieux lors de l'ultime match donnant la victoire à son équipe contre les Yankees de New York. Cinq fois joueur étoile, il gagne un Bâton d'argent.
Surnommé affectueusement Gonzo par de nombreux supporters, il est l'un des joueurs les plus populaires de la franchise de l'Arizona, qui retire son numéro 20 en 2010.

## Début de carrière
En 1985, Luis Gonzalez est diplômé du lycée Jefferson de Tampa. Il entre à l'université de South Alabama à Mobile (Alabama) et joue pour l'équipe de baseball pendant 3 saisons. Il est nommé dans la deuxième équipe type du magazine Baseball America lors de sa deuxième année universitaire. Il est choisi par les Astros de Houston au quatrième tour de sélection 1988 (90e choix global). Il passe ses trois premières saisons professionnelles dans les équipes de ligues mineurs avant d'être appelé en Ligue majeure par les Astros pour la fin de la saison 1990. Il joue 12 rencontres au poste de troisième base. De 1991 à 1995, il est titulaire au champ gauche. Il est transféré aux Cubs de Chicago le 28 juin 1995 en échange du receveur Rick Wilkins. À la fin de la saison 1996, il devient agent libre et retourne à Houston pour la saison 1997. La franchise le libère en fin d'année et Gonzalez signe avec les Tigers de Détroit. Lors de la saison 1998, il frappe pour la première fois en carrière plus de 20 circuits avec 23 unités. Pendant l'intersaison, il est transféré aux Diamondbacks en échange de Karim Garcia.
En 9 saisons, Gonzalez montre des qualités, mais ne parvient pas à devenir un joueur majeur à son poste. En 1993, il produit sa meilleure saison pendant cette période avec une moyenne au bâton de 0,300 et 162 coups sûrs, dont 34 doubles et 15 circuits.

## Diamondbacks de l'Arizona (1999-2006)
Son arrivée dans l'Arizona coïncide avec une amélioration de ses performances. Il participe à la conquête du premier titre de division de l'histoire de la franchise en 1999. Il obtient sa meilleure moyenne au bâton en carrière (0,336) et mène la Ligue nationale avec 206 coups sûrs. Les Diamondbacks chutent cependant face aux Mets de New York en série de division. En 2001, la franchise ne finit qu'à la troisième place de la division Est, mais Luis Gonzalez continue sur le même rythme que la saison précédente, augmentant même son nombre de circuits (31 sur 192 coups sûrs).
En 2001, il étonne beaucoup d'observateurs en frappant 57 circuits, son meilleur total sur une saison et près du double de l'année précédente. C'est le troisième meilleur total de l'histoire de la Ligue nationale pour un batteur gaucher, derrière les 73 circuits de Barry Bonds frappés en 2001 et les 58 circuits de Ryan Howard en 2006. Toujours en Ligue nationale, il finit deuxième pour le nombre de coups sûrs avec 198. Les Diamondbacks remportent un nouveau titre de division et se qualifient pour la série mondiale après avoir écarté les Cardinals de Saint-Louis et les Braves d'Atlanta. Face aux Yankees de New York, tenants du titre et favoris, la série est équilibrée, chaque équipe remporte ses matchs à domicile et le titre se joue alors sur une rencontre au Yankee Stadium le 4 novembre. En 9e manche, les deux équipes sont à égalité 2 à 2 et Luis Gonzalez se présente à la frappe avec les buts remplis et un éliminé. Face à Mariano Rivera, l'un des lanceurs de fin de match les plus efficaces en série éliminatoire, Gonzalez frappe un coup sûr qui donne le titre aux Diamondbacks.
Le 22 mai 2004, Gonzalez frappe son 2000e coup sûr en carrière face aux Marlins de la Floride. Le 18 avril 2006, il obtient son 500e double, devenant le 21e joueur de l'histoire de la Ligue majeure à cumuler 500 doubles et 300 circuits. Le 13 mai 2006, il frappe son 507e double et dépasse Babe Ruth pour le nombre de double en carrière.

## Dodgers de Los Angeles (2007)

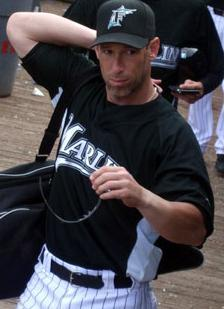
Luis Gonzalez à sa dernière saison en 2008 avec les Marlins.

Le 14 septembre 2006, les Diamondbacks annoncent qu'ils n'exercent pas l'option de 10 millions de dollars prévue dans son contrat pour resigner González après la saison 2006,. Le 7 décembre, il signe un contrat d'une année avec les Dodgers de Los Angeles pour 7 millions de dollars.

## Marlins de la Floride (2008)
Le 7 février 2008, les Marlins annoncent la signature d'un contrat d'une saison avec Luis Gonzalez pour un montant de 2 millions de dollars.

## Faits marquants

### Trophées et records en Ligue majeure
- Cinq sélections pour le Match des étoiles : 1999, 2001, 2002, 2003, 2005.
- Trophée Silver Slugger pour un joueur de champ extérieur : 2001.
- 572 doubles en carrière (20e joueur de Ligue majeure, au 22 avril 2008).

### Records avec les Diamondbacks
- Meilleur moyenne au bâton de la franchise : 0,298 (1999-2006).
- Nombre de matchs : 1194.
- Nombre de points : 780.
- Coups sûrs : 1337.
- Coups de circuit : 224
- Points produits : 774.
- Doubles : 310.

### Honneurs
Le 7 août 2010 lors d'une cérémonie à Chase Field, les Diamondbacks retirent le numéro 20 porté par Gonzalez pendant 8 saisons. C'est le premier ancien joueur de la franchise à être honoré de la sorte. Le club renonce ainsi à sa politique précédente de ne pas retirer de joueurs non élus au Temple de la renommée du baseball. Gonzalez sera éligible pour élection au Temple en 2014.
Depuis l'été 2010, une activité populaire à Chase Field pour divertir les spectateurs est la course des mascottes à l'effigie des légendes des Diamondbacks. Une mascotte à l'effigie de Luis Gonzalez est créée, à l'instar de celles de Randy Johnson, Matt Williams et Mark Grace, tous joueurs champions de la Série mondiale 2001.

## Statistiques

### Saison régulière
| Année | Team  | G    | AB   | R    | H    | 2B  | 3B | HR  | RBI  | TB   | BB   | SO   | SB  | CS | OBP  | SLG  | BA   | SF | SH | HBP | IBB | GDP |
| ----- | ----- | ---- | ---- | ---- | ---- | --- | -- | --- | ---- | ---- | ---- | ---- | --- | -- | ---- | ---- | ---- | -- | -- | --- | --- | --- |
| 1990  | HOU   | 12   | 21   | 1    | 4    | 2   | 0  | 0   | 0    | 6    | 2    | 5    | 0   | 0  | .261 | .286 | .190 | 0  | 0  | 0   | 1   | 0   |
| 1991  | HOU   | 137  | 473  | 51   | 120  | 28  | 9  | 13  | 69   | 205  | 40   | 101  | 10  | 7  | .320 | .433 | .254 | 4  | 1  | 8   | 4   | 9   |
| 1992  | HOU   | 122  | 387  | 40   | 94   | 19  | 3  | 10  | 55   | 149  | 24   | 52   | 7   | 7  | .289 | .385 | .243 | 2  | 1  | 2   | 3   | 6   |
| 1993  | HOU   | 154  | 540  | 82   | 162  | 34  | 3  | 15  | 72   | 247  | 47   | 83   | 20  | 9  | .361 | .457 | .300 | 10 | 3  | 10  | 7   | 9   |
| 1994  | HOU   | 112  | 392  | 57   | 107  | 29  | 4  | 8   | 67   | 168  | 49   | 57   | 15  | 13 | .353 | .429 | .273 | 6  | 0  | 3   | 6   | 10  |
| 1995  | HOU   | 56   | 209  | 35   | 54   | 10  | 4  | 6   | 35   | 90   | 18   | 30   | 1   | 3  | .322 | .431 | .258 | 3  | 1  | 3   | 3   | 8   |
| 1995  | CHI   | 77   | 262  | 34   | 76   | 19  | 4  | 7   | 34   | 124  | 39   | 33   | 5   | 5  | .384 | .473 | .290 | 3  | 0  | 3   | 5   | 8   |
| 1996  | CHI   | 146  | 483  | 70   | 131  | 30  | 4  | 15  | 79   | 214  | 61   | 49   | 9   | 6  | .354 | .443 | .271 | 6  | 1  | 4   | 8   | 13  |
| 1997  | HOU   | 152  | 550  | 78   | 142  | 31  | 2  | 10  | 68   | 207  | 71   | 67   | 10  | 7  | .345 | .376 | .258 | 5  | 0  | 5   | 7   | 12  |
| 1998  | DET   | 154  | 547  | 84   | 146  | 35  | 5  | 23  | 71   | 260  | 57   | 62   | 12  | 7  | .340 | .475 | .267 | 8  | 0  | 8   | 7   | 9   |
| 1999  | AZ    | 153  | 614  | 112  | 206  | 45  | 4  | 26  | 111  | 337  | 66   | 63   | 9   | 5  | .403 | .549 | .336 | 5  | 1  | 7   | 6   | 13  |
| 2000  | AZ    | 162  | 618  | 106  | 192  | 47  | 2  | 31  | 114  | 336  | 78   | 85   | 2   | 4  | .392 | .544 | .311 | 12 | 2  | 12  | 6   | 13  |
| 2001  | AZ    | 162  | 609  | 128  | 198  | 36  | 7  | 57  | 142  | 419  | 100  | 83   | 1   | 1  | .429 | .688 | .325 | 5  | 0  | 14  | 24  | 14  |
| 2002  | AZ    | 148  | 524  | 90   | 151  | 19  | 3  | 28  | 103  | 260  | 97   | 76   | 9   | 2  | .400 | .496 | .288 | 7  | 0  | 5   | 8   | 12  |
| 2003  | AZ    | 156  | 579  | 92   | 176  | 46  | 4  | 26  | 104  | 308  | 94   | 67   | 5   | 3  | .402 | .532 | .304 | 3  | 0  | 3   | 17  | 19  |
| 2004  | AZ    | 105  | 379  | 69   | 98   | 28  | 5  | 17  | 48   | 187  | 68   | 58   | 2   | 2  | .373 | .493 | .259 | 2  | 0  | 2   | 11  | 9   |
| 2005  | AZ    | 155  | 579  | 90   | 157  | 37  | 0  | 24  | 79   | 266  | 78   | 90   | 4   | 1  | .366 | .459 | .271 | 4  | 0  | 11  | 12  | 14  |
| 2006  | AZ    | 153  | 586  | 93   | 159  | 52  | 2  | 15  | 73   | 260  | 69   | 58   | 0   | 1  | .352 | .444 | .271 | 6  | 0  | 7   | 10  | 14  |
| 2007  | LAD   | 139  | 464  | 70   | 129  | 23  | 2  | 15  | 68   | 201  | 56   | 56   | 6   | 2  | .359 | .433 | .278 | 2  | 0  | 4   | 4   | 11  |
| 2008  | FLO   | 136  | 341  | 30   | 89   | 26  | 1  | 8   | 47   | 141  | 41   | 43   | 1   | 2  | .336 | .413 | .261 | 5  | 0  | 0   | 1   | 10  |
| —     | Total | 2591 | 9157 | 1412 | 2591 | 596 | 68 | 354 | 1439 | 4385 | 1155 | 1218 | 128 | 87 | .367 | .479 | .283 | 98 | 10 | 111 | 150 | 213 |